# Zaan
Die Zaan ist ein zehn Kilometer langes Fließgewässer, das quer durch die Gemeinde Zaanstad verläuft, wobei sie auf den ersten Kilometern die Grenze zur Gemeinde Wormerland bildet: Von Oostknollendam (zu Wormerland) und West-Knollendam (zu Zaanstad) im Norden bis zum Damm in Zaandam im Süden. 
Ab dem Damm heißt das Fließgewässer Voorzaan und bildet dort eine Verbindung mit dem Nordseekanal.
Die Zaan war ursprünglich ein Fehnkanal und lief vom Starnmeer zum IJ.

## Brücken über die Zaan
Die Brücken für motorisierte Fahrzeuge über die Zaan von Nord nach Süd:
- Clausbrug (Wormer)
- Zaanbrug (zwischen Wormerveer und Wormer)
- Julianabrug (zwischen Zaandijk und Zaanse Schans)
- Coenbrug (Rijksweg 8)
- Willem Alexanderbrug (zwischen Koog aan de Zaan und Zaandam)
- Bernhardbrug (Zaandam)
- Beatrixbrug (Zaandam)
- Wilhelminabrug (Zaandam)
- J. den Uylbrug (Zaandam)